# Museum für Völkerkunde Rostock
Das Museum für Völkerkunde Rostock, heute auch ethnographisches Museum Rostock genannt, war ein Völkerkundemuseum in der Hansestadt Rostock. Restbestände der ehemals bedeutenden Sammlung befinden sich in den Beständen verschiedener Museen in den neuen Bundesländern, insbesondere im Kulturhistorischen Museum Rostock und im Grassi-Museum für Völkerkunde in Leipzig.

## Geschichte vor dem Zweiten Weltkrieg und in der DDR

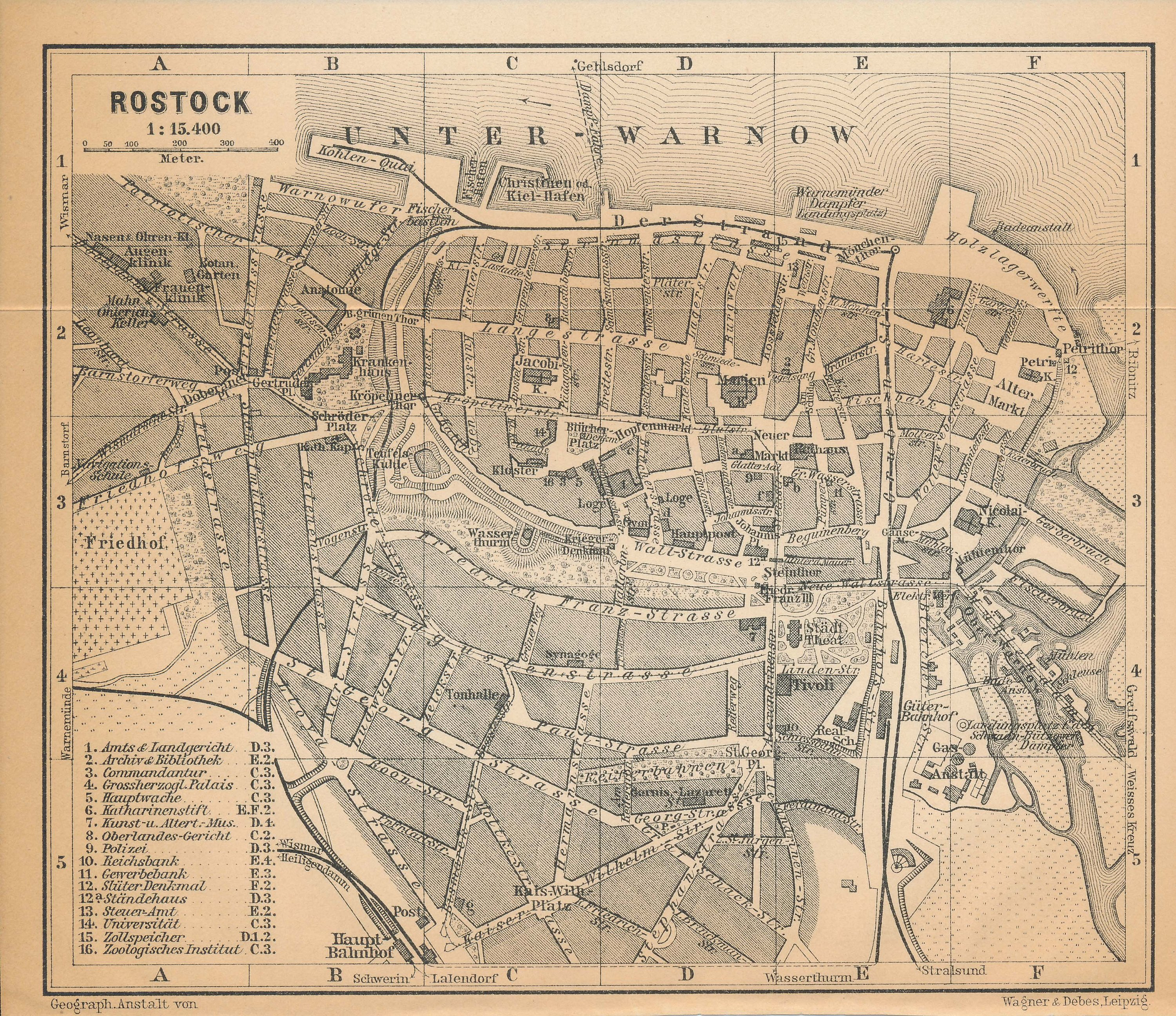
Karte von Rostock, 1910: Der „Alte Wasserturm“ befindet sich in C3

Das Museum wurde 1905 auf Initiative des örtlichen Kolonialvereins gegründet. Im Vordergrund stand dementsprechend die Förderung des kolonialen Gedankens. Es setzte sich von Anfang an aus privaten Schenkungen und Leihgaben zusammen. Dementsprechend wurden zunächst die einzelnen Sammlungen weitgehend geschlossen präsentiert, wobei sich eine regionale Gliederung schon durch die spezifischen Aufenthalte der Sammler und Spender ergab. Ein Schwerpunkt lag daher auf den deutschen Kolonien oder Ländern, in denen Deutsche geschäftliche Interessen verfolgten. Mit dem Anwachsen der Sammlung bildete sich eine grobe Ordnung nach Kontinenten, dann auch nach einzelnen geographischen Unterkategorien heraus. Zusehends wuchs auch der Anteil der Stücke, die nicht in die Ausstellung aufgenommen wurden.
Nach mehreren Umzügen erfolgte in den 1930er Jahren schließlich die Unterbringung in dem in den Wallanlagen gelegenen „Alten Wasserturm“ (heute die „Heubastion“) in der Nähe der Friedrich-Franz-Straße (heute August-Bebel-Straße). Dort standen nun 11 um einen Mittelraum gruppierte Räume zur Verfügung. Direktor des Museums war zu dieser Zeit der Geograph Willi Ule und später der Kunsthistoriker Hans Arnold Gräbke. Im Jahr 1938 erfolgte dann die gezielte wissenschaftliche Aufarbeitung und pädagogisch motivierte Neukonzeption durch den Berliner Ozeanisten Hans Nevermann.
Erstmals stand nun nicht mehr der Kolonialcharakter des Museums im Zentrum, sondern seine Funktion als wissenschaftliche Bildungsstätte. Die Qualität der Sammlung wurde von Zeitgenossen dabei betont. Zuletzt umfasste sie ca. 3500 Objekte aus allen Kontinenten, dabei viele von beachtlicher Seltenheit und Qualität. Allerdings kam es bereits seit den frühen 1940er Jahren zur Auslagerung der Bestände in außerhalb der Stadt gelegenen Depots. Hier fielen sie nach Kriegsende aber offenbar überwiegend Plünderungen zum Opfer. Es konnte nur noch etwa ein Siebtel der Sammlung zusammengetragen werden. In den 50er Jahren gab es in Rostock durchaus Bestrebungen zum Wiederaufbau des Museums. Aufgrund mangelnder Kapazitäten und im Rahmen der in der DDR angestrebten Konzentration ethnologischer Sammlungen erfolgte in den Jahren 1957 und 1961 eine Abgabe fast aller noch verbliebenen Bestände.

## Bestände in Rostock und Leipzig
Erst nach der Deutschen Wiedervereinigung wurde der Blick frei auf diese seit der Zeit der Übergabe kaum beachteten Sammlungsteile. Insbesondere in Rostock kam es zu einer Rückbesinnung auf die ethnographische Sammlungstradition. Dabei wurde deutlich, dass ein kleiner, aber qualitätvoller Bestand in Rostock verblieben war. Im Kulturhistorischen Museum Rostock befinden sich nach wie vor mehr als 150 Objekte, insbesondere aus der Südsee, aber auch Afrika, Asien und Amerika. Weiterhin sind sämtliche Karteikarten des ehemaligen Museums vorhanden. Weitere Stücke befinden sich im Schiffbau- und Schifffahrtsmuseum Rostock. Ca. 450 Objekte befinden sich in Leipzig, insbesondere aus Amerika und Asien. Weitere Bestände werden in anderen Museen der neuen Bundesländer aufbewahrt.

## Aktuelle Rezeption/Ausstellung
Ab den späten 1990er Jahren erfolgte eine Aufarbeitung der Geschichte des Museums durch Annelen Karge im Kulturhistorischen Museum Rostock. Damit verbunden, entstanden Kontakte zu anderen Institutionen mit Teilbeständen der Sammlung. Eine systematische ethnologische Zuordnung  der in Rostock verbliebenen Sammlung findet seit 2009 statt.
Im Jahr 2010 wurden durch den Ethnologen Nils Seethaler die bis dahin zusammengetragenen Erkenntnisse zur Geschichte und Zusammensetzung der Sammlung auf der Mecklenburg-Vorpommerschen Museumskonferenz in Schwerin vorgestellt. Dabei wurde auch eine mögliche zukünftige Neupräsentation der Sammlung erörtert.
Die 2011 im Kulturhistorischen Museum Rostock konzipierte Sonderausstellung „Reisen & Erobern – die Attraktion der Fremde im 19. Jahrhundert“ stellte einen ersten Schritt auf diesem Weg dar, indem sie einen Großteil der in Rostock erhalten gebliebenen ethnologischen Objekte erstmals seit dem Zweiten Weltkrieg wieder der Öffentlichkeit vorstellte.